# یواس‌اس کی-۳ (اس‌اس-۳۴)
یواس‌اس کی-۳ (اس‌اس-۳۴) (به انگلیسی: USS K-3 (SS-34)) یک زیردریایی بود که طول آن ۱۵۳ فوت ۷ اینچ (۴۶٫۸۱ متر) بود. این زیردریایی در سال ۱۹۱۴ ساخته شد.